# ISO 32000
La norme ISO 32000-1 permet de définir un format de fichier électronique pour des documents portables.
Il est basé sur le format PDF 1.7 de la société Adobe Systems.

## Historique
Dans un communiqué de presse publié le 29 janvier 2007, la société Adobe Systems annonçait qu'elle communique l’intégralité de sa spécification PDF 1.7 à l’AIIM (Association for Information and Image Management).
L'AIIM est donc chargée de présenter la spécification à l'ISO. Elle s'était déjà occupée de présenter à l'ISO les formats PDF/A-1 (archivage), PDF/X (pré-impression), PDF/H (format pour les milieux hospitaliers).

## État d'avancement
En première lecture, 14 pays avaient pris part au vote, 13 pays avaient voté « pour » et 1 seul pays avait voté "contre".
L'Afrique du Sud, l'Australie, la Bulgarie, la Chine, l'Espagne, le Japon, la Pologne, la Suède, l'Ukraine avaient voté "pour", sans commentaire.
L'Allemagne, les États-Unis, la Grande-Bretagne et la Suisse avaient voté "pour", avec commentaires.
Seule la France avait voté « contre » avec commentaires. La Russie s'était abstenue.
L'ISO a enregistré 205 commentaires relatifs à des sujets à améliorer ou à corriger. Pas moins de 125 commentaires ont été formulés par les États-Unis, 37 par la France, 19 par la Suisse et 13 par le Royaume-Uni.
Depuis, le groupe de travail TC171/CS2 de l'ISO s'est réuni du 21 au 23 janvier 2008 à Orlando (Floride, USA) pour analyser ces commentaires et apporter une réponse. L'issue en a été favorable et les 205 commentaires ont été résolus. La norme a été publiée le 1er juillet 2008.

## Évolution du format
L'évolution du format PDF ne sera donc plus du ressort des seules décisions de la société Adobe Systems. C'est la contrepartie de la normalisation. Il est probable que ce sera l’AIIM (Association for Information and Image Management) qui sera chargée de cette tâche.
L'enjeu de la norme ISO 32000-1 sera d'unifier les sous-groupes dont les spécifications ont déjà été normalisées (PDF/A, PDF/E, PDF/X et PDF/H).